# Сунгатулин, Фаниль Рамаевич
Фани́ль Рама́евич Сунгату́лин (род. 24 декабря 2001, Ярково, Тюменская область) — российский футболист, полузащитник клуба «Урал».

## Клубная карьера
Начал заниматься футболом с четырёх лет в юношеской академии села Вагай. Первый тренер — Булат Обидович Ибрагимов. До 2013 года занимался в академии «Тюмени», после чего отправил письмо с анкетой в селекционную службу академии «Спартака» и через некоторое время его позвали на просмотр. Летом 2013 года, после двух просмотров, был зачислен в академию. В 2014 году вместе со «Спартаком-2001» стал чемпионом шести юношеских турниров. С лета 2018 года начал выступать за молодёжную команду «Спартака». Дебютировал в молодёжном первенстве 10 августа 2018 года в матче против «Анжи» (1:1). Первый мяч забил 23 сентября 2020 года в матче против «Тамбова» (3:1). Всего в молодёжном первенстве с 2018 по 2020 год провёл 41 матч и забил один мяч.
С весны 2019 года начал привлекаться к играм за фарм-клуб «Спартак-2». Дебютировал в первенстве ФНЛ 25 мая 2019 года в матче 38-го тура против «Сочи» (1:1), выйдя на 74-й минуте вместо Владислава Васильева. В сезоне 2020/21 провёл 16 матчей. Перед началом сезона 2021/22 стал капитаном команды. Первый мяч за «Спартак-2» забил 20 августа 2021 года в матче 7-го тура первого дивизиона ФНЛ против ивановского «Текстильщика» (2:1). В сезоне 2021/22 провёл 32 матча и забил один мяч. Всего за «Спартак-2» с 2019 по 2022 год провёл 49 матчей и забил один мяч.
С конца апреля 2022 года начал попадать в заявку на матчи основного состава. Дебютировал за «Спартак» 21 мая 2022 года в матче 30-го тура чемпионата России против «Химок» (1:2), выйдя на 63-й минуте вместо Зелимхана Бакаева. 21 июня 2022 года продлил контракт с клубом до 31 мая 2025 года, после чего на правах аренды перешёл в «Урал» до конца сезона 2022/23. Дебютировал за клуб 16 июля 2022 года в матче 1-го тура чемпионата России против московского ЦСКА (0:2), выйдя в стартовом составе.
31 января 2023 года было объявлено, что «Урал» выкупает трансфер игрока.

## Карьера в сборной
В 2016 году вызвался Андреем Митиным в сборную России до 15 лет, за которую провёл четыре матча. С 2016 по 2017 год провёл 12 матчей за сборную России до 16 лет. С 2017 по 2018 год выступал за сборную России до 17 лет под руководством Леонида Аблизина и провёл за неё 10 матчей, забив один мяч.